# ウィリアム・パチョ
ウィリアン・ホエル・パチョ・テノーリオ（Willian Joel Pacho Tenorio, 2001年10月18日 - ）は、エクアドル・エスメラルダス県キニンデ出身のサッカー選手。リーグ・アンMcDonald's・パリ・サンジェルマン所属。エクアドル代表。ポジションはDF。

## クラブ経歴
2019年にインデペンディエンテ・デル・バジェのトップチームに昇格。11月3日のデルフィンSC戦でプロデビュー。同年はコパ・スダメリカーナ2019で優勝を経験。翌2020年シーズンは8試合に出場。2021年シーズンは先発に定着。評価を高め、7月にはボルシア・メンヒェングラートバッハが、パチョの獲得を検討していると報じられた。
2022年1月28日、ロイヤル・アントワープFCに5年契約で移籍した。
2023年3月30日、アイントラハト・フランクフルトに同年7月1日付けで加入し、2028年までの5年契約を締結することが発表された。

## 代表歴

### 出場大会
- エクアドル代表
  - 2022 FIFAワールドカップ

### 試合数
- 国際Aマッチ 8試合 2得点（2023年-）[5]

| エクアドル代表 | 国際Aマッチ | 国際Aマッチ |
| 年             | 出場        | 得点        |
| -------------- | ----------- | ----------- |
| 2023           | 8           | 2           |
| 2024           |             |             |
| 通算           | 8           | 2           |